# Иоасаф Кроковский
Митрополит Иоаса́ф (в миру Алекса́ндр Кроко́вский; ум. 1 (12) июля 1718, Тверь, Русское царство) — епископ Русской православной церкви, митрополит Киевский, Галицкий и всея Малыя России, профессор и ректор Киево-Могилянского коллегиума, при нём получившего статус академии (с 1701 года), автор латинских богословских и философских курсов. Игумен Пустынь-Никольского монастыря (с 1690 года). Архимандрит Киево-Печерской лавры (с 1697 года). Последний митрополит Киева, который был свободно избран киевским духовенством и утверждён царем, а не прямо назначен указом российского императора, как его преемники.

## Биография
О месте рождения Иоасафа Кроковского, его происхождении, а также о мирском имени священнослужителя сведений не сохранилось. Предположительно, Иоасаф происходил из ветви перешедших в православие польских шляхтичей герба Намёт.
До 1670 года обучался в Киево-Могилянской коллегии, ректором которой в эти годы был Варлаам Ясинский, митрополит Киевский, ставший впоследствии покровителем Иоасафа.
Около 1673 года он отправился для завершения образования на Запад, где слушал лекции в разных заграничных учебных заведениях, в том числе в Коллегии святого Афанасия в Риме.
По возвращении из-за границы в Киев был пострижен в монашество в Киево-Печерской лавре и вскоре назначен профессором Киево-Могилянской коллегии. В коллегии Иоасаф преподавал риторику (1683), философию (1685—1689). Обладал выдающимся педагогическим талантом и как преподаватель зарекомендовал себя с хорошей стороны и был назначен префектом.
В начале 1689 года, оставаясь префектом коллегии, Иоасаф был избран игуменом Киевского Николаевского Пустынного монастыря, затем определён ректором на 1689/90 учебный год.
В 1693 году вторично назначен ректором коллегии и одновременно игуменом Киево-Братского монастыря.
За период своего ректорства (1693—1697) игумен Иоасаф много сделал для укрепления экономического положения коллегии, получил известность как выдающийся преподаватель богословия и добился того, что она была признана высшим учебным заведением.
Добрую память о себе оставил игумен Иоасаф и в управляемых им монастырях (Киево-Братском и Николаевском Пустынном), значительно благоустроив их. В обеих обителях при нём были построены величественные каменные церкви на средства, выделенные с позволения гетманской канцелярии Ивана Мазепы.
С 29 июня 1697 года Иоасаф был избран братиею архимандритом Киево-Печерской лавры, которую за 10 лет пребывания в ней значительно благоустроил.
19 октября 1707 года архимандрит Иоасаф решением собора Киевского духовенства был избран на должность митрополита Киевской епархии. Для официального признания назначения Иоасаф был направлен в Москву. 15 августа 1708 года архимандрит Иоасаф в Москве был официально рукоположен во епископа с возведением в сан митрополита Киевского. Грамота Петра Первого о назначении Киевского митрополита содержала прямой запрет на какие-либо сношения с Константинопольским патриархатом: «<…> преосвященному Иоасафу, митрополиту Киевскому и Галицкому, и Малой России, и после него будущим митрополитам киевским со всем причтом духовным малороссийского народа быть в дальнейшем под благословением и в послушании святейшему и всеблаженнийшому московскому и всея России и всех северных стран патриарха навеки неотступно согласно с его обетностью <…>, а не отлучаясь под благословение и советы вселенских патриархов».
В период Северной войны митрополит Иосаф сохранил верность русскому царю. 6 ноября 1708 года по приказанию Петра I он торжественно проклял гетмана Ивана Мазепу как отступника.
Конец жизни митрополита был печален. Иоасаф был оклеветан сыном Петра I царевичем Алексеем Петровичем, который под пытками заявил, что якобы имел переписку с Киевским митрополитом Иоасафом, предлагавшим поднять народ на восстание с целью свержения Петра I и захвата царского престола. В целях разбирательства митрополит Иоасаф был вызван в Петербург. Однако Иоасаф Кроковский был уже в преклонном возрасте и болен, поэтому его успели довезти только до Твери, где он скончался 1 июля 1718 года в Тверском Михаило-Архангельском монастыре. Через несколько дней был получен официальный царский указ о возвращении митрополита Иоасафа в Киевскую митрополию, так как царевич Алексей сознался, что напрасно оговорил митрополита.
Царь Петр I распорядился совершить погребение почившего «как обыкновенно», и погребение было совершено «по чину архиерейскому» преосвященным Варлаамом, архиепископом Тверским. Погребен митрополит Иоасаф в Тверской соборной церкви 24 августа 1718 года.
Митрополит Иоасаф был почитателем святой великомученицы Варвары; он составил ей акафист и установил чтение его в храмах по вторникам.

## Сочинения
- Акафист святой великомученице Варваре.
- Сказание об обретении мощей святой Юлиании.
- Предисловие к служебнику.
- Предисловие к Киево-Печерскому Патерику (1702)